# 톳키
톳키(일본어: とっきー, 1992년 3월 6일 ~ )는 도쿄도 출신의 그라비아 아이돌, 일본의 가수이다. 본명은 토키타 에리(일본어: 時田愛梨). 본명으로도 활동하고 있다.

## 약력
- 2009년 12월 25일, NICE GIRL 프로젝트!에서 피로연.
- 2010년 3월 20일, 정멤버로 승격.
- 2010년 11월,「그라비아 JAPAN 2010」에서「미스 주간 플레이 보이」수상.
- 2015년 1월, 소속사 리락 프로모션에 이적.

## 출연

### 텔레비전
- THE 폿시보 아키쨩의 방 (#26 · 2010년 6월 1일, #32 · 11월 16일, 엔타! 371)
- 싸인 (2011년, 마이니치 방송) - 사유리 역
- GirlsNews~아이돌 (2011년 4월 ~ 2012년 3월)
- 프리미어의 소굴 (2011년 10월 ~ 2012년 3월, 후지 TV)
- 사랑하는 나의 베이커리 (2012년 1월 LaLa TV, 2월 - LISMO 드라마)
- REDS TV GGR (2012년 1월 ~ , TV 사이타마) - 프로그램 어시스턴트로서 출연.
- 하이쿠 벚꽃 핀다! (2012년 4월 29일, 재방송 / 5월 3일, NHK 교육 텔레비전) - 미니 드라마「하이쿠 왕자」쿄코 역

### 영화
- 아츠시 공주 넘버 1 (2012년 4월 7일 공개) - 쿠노이치「미트」역
- 풍속점에 가면 인생이 바뀐다 www (2013년 11월 공개) - '얏 군의 그녀' 역

### 무대
- 층쿠♂ THEATER 제8탄「스타는 괴로워」(2010년 1월 9일 ~ 11일, 씨어터 선 몰)
- Trifle ~reorder~ (2010년 1월 27일 ~ 31일, 전노제홀 스페이스 제로, 더블 캐스트)
- EVE ~역사의 방관자~ 2012 (2010년 12월 22일 ~ 26일, 나카노 더 포켓)
- 신 · 히노마 레스토랑 (2011년 4월 9일 - 17일, 아우루스포토)
- KEEP OUT ~마음대로 아지트로 하지 말아 주세요~ (2011년 6월 1일 - 5일, 도쿄 공연 씨어터 선 몰 · 6월 11일 ~ 12일, 나고야 공연 텔레 피어 홀)
- 라인♪ (2011년 8월 4일 ~ 7일, 킨자 하쿠힌칸 극장) - 6일 게스트 출연
- 소라오의 세계 2012 (2011년 10월 5일 ~ 9일, 젠신자 극장)
- 사랑하는 나의 베이커리 (2011년 12월 17일 ~ 25일, 씨어터 선 몰)
- 여름의 은하에 눈이 내리는 별 (2012년 2월 29일 ~ 3월 4일, 시나가와 육행회 홀) - PGX-2028 역
- 월하의 오케스트라 (2012년 4월 12일 ~ 16일, 씨어터 그린) - 더블 캐스트
- 코알라의 세계 (2012년 5월 30일 ~ 6월 3일, 시모키타자와 역전 극장)

### 오리지널 비디오
- 리얼은 파이널 (2011년 1월, 브로드 웨이)
- 코쥰사 시리즈「참극관 블라인드」(2011년 9월, 제작 : 제네 온 유니버설 엔터테인먼트)
- 드라마 DVD「정말로 있던 무서운 이야기 제210밤」(2011년 9월, 제작 : 일본 스카이 웨이, 펄 기획, 발매 · 판매원 : 브로드 웨이)

### Web
- FAB「토키의 나이스 인 걸즈 연구실」(2010년 5월 ~ )
- 쇼트 무비「Garage Girl/차고 걸」야마하,

## 발매 작품

### 사진집
- Marshmallow 20 (2012년 3월 6일, 와니북스) ISBN 978-4847044403

### DVD
1. とっきーめっきーHAPPY! (2010년 7월 23일, 이넷트·프런티어)
2. トッキードッキーSexy!!(2010년 12월 15일, 라인 커뮤니케이션）
3. 私の名前は時田愛梨です。(2011년 5월 20일, 타케쇼보）
4. とっきーFu・Wa・Ri ♡ (2012년 4월 25일, 와니북스）
5. とっきーSunrise (2012년 7월 21일, 토리코)